# Кім Соніль
Кім Соніль (кор. 金誠一, 김성일; 1538—1593) — корейський державний діяч, цивільний чиновник династії Чосон. Представник Східної фракції.

## Короткі відомості
З 1564 року навчався у Сонгюнгвані. 
У 1573 році перебував на посадах писаря Міністерств церемоній і громадських робіт. 
У 1577 році був членом посольства подяки до Мін. 
У 1580 і 1583 роках виконував обов'язки ванського інспектора з оборони у південних провінціях Кореї. 
У 1586 році пішов у відставку, взявши на себе відповідальність за пожежу у Храмі землі. 
У 1590 році виконував обов'язки віце-посла до Японії. По поверненню заперечував можливість нападу японців на Корею. Після початку Імджинської війни у 1592 році уник старти завдяки втручанню міністра і правого ванського радника Ю Сонрьона. Воював проти японців у провінції Кьонсан, де зайнявся організацією партизанських загонів ийбьон.
У 1593 році помер від хвороби.